# Мерсед (река)
Мерсе́д (англ. Merced River) — река в штате Калифорния (США). Длина реки — 217 километров (135 миль). Площадь водосборного бассейна — 3289 км² (1270 кв. миль). Средний расход воды в устье — 33,25 м³/с (0,85 млн акр-футов в год).

## География
Берёт начало в южной части Национального парка Йосемити и протекает через долину Йосемити. На территории парка на реке расположены два водопада: Невада и Вернал.
Впадает в реку Сан-Хоакин справа на расстоянии 190 км (118 миль) от её устья.
Основные притоки — Драй-Крик (пр), Ингальс-Слоуф (пр), Темперанс-Крик (лв, впадает в водохранилище Мак-Клур), Пини-Крик (пр, впадает в водохранилище Мак-Клур), Уиллоу-Крик (пр, впадает в водохранилище Мак-Клур), Блэкс-Крик (пр, впадает в водохранилище Мак-Клур), Шерлок-Крик (лв), Норт-Форк-Мерсед (пр), Беар-Крик (лв), Саут-Форк-Мерсед (лв), Брайдалвейл-Крик (лв), Тенайя-Крик (пр), Ред-Пик-Форк (лв).
На реке расположены два водохранилища, образованных плотинами Крокер-Хаффман (в 84 км от устья) и Нью-Эксчекер (в 101 км) общим объёмом 1,28 км³ (1,04 млн акр-футов).

## Ихтиофауна
В реке ранее обитали популяции чавычи и микижи. После постройки плотин осталась лишь чавыча, численность которой поддерживается рыбохозяйствами. Из других видов отмечены аборигенные Catostomus occidentalis, Cottus asper, Orthodon microlepidotus, Ptychocheilus grandis, Lampetra hubbsi, Entosphenus tridentatus, Pogonichthys macrolepidotus, а также интродуцированные сомообразные, несколько видов басса, Lepomis auritus, американский шэд, Dorosoma petenense и карп.

## История
Река была открыта в ходе испанской военной колониальной экспедиции под руководством Габриэля Мораги 29 сентября 1806 года. Реку назвали Rio de Nuestra Señora de la Merced (Река Всепрощающей Богородицы), святой покровительницы Барселоны.